# 정진기언론문화상
정진기언론문화상은 고(故) 정진기 매일경제신문사 창업주의 유지를 계승ㆍ발전을 목적으로 1981년 9월 25일 설립된 문화체육관광부 소관의 정진기언론문화재단에서 창의적인 과학기술연구와 경제·경영 관련 저술로 국민경제·산업발전에 이바지한 인물을 발굴하여 시상하는 상이다. 시상식은 매년 7월 초에 있다.

## 역대 수상자
| 연도        |        | 과학기술 부문 | 경제ㆍ경영도서 부문 |
| ----------- | ------ | --- | --- |
| 1986년 4회  | 대상   | 김완주(한국화학연구소): 3세대 항생제인 세포탁심의 새로운 합성법 개발 | 수상자 없음 |
| 1986년 4회  | 장려상 | 추연수(삼성전자 전자레인지 연구실장) | 경제도서: 하성근(연세대학교 상경대 교수) |
| 1989년 7회  | 대상   | 임형규(삼성전자반도체연구소 수석연구원) | 엄영석(한국외대 교수) |
| 1989년 7회  | 장려상 | 수상자 없음 | 수상자 없음 |
| 1991년 9회  | 대상   | 송준국(현대자동차 기술개발및 생산담당부사장): 「알파-엔진(멀티벨브식 가솔린엔진)과 트랜스미션」을 개발                                                                                          | 수상자 없음 |
| 1991년 9회  | 장려상 | 현형환(제일제당종합연구소 제1연구실장): 「세팔로스포린계 항생제중간물질인 7-ACA」를 합성개발 은광용(한국과학기술연구원 경질재료연구실장): 초고압기술을 이용해 공업용다이아몬드분리체를 합성제조 | 수상자 없음 |
| 1992년 10회 | 대상   | 박종오(한국과학기술연구원 로봇응용 및 유공압 연구실장): 이형부품 로봇산입시스템 공동개발 조성종(삼성전자정보통신과장)                                                                           | 경제부문: 근대한국경제사연구서설(최태호 국민대 교수) ISBN |
| 1992년 10회 | 장려상 | 수상자 없음 | 수상자 없음 |
| 1995년 13회 | 대상   | 미원유화기술연구소 수지연구팀 | 신유균(관세청 평가1과장) |
| 1995년 13회 | 장려상 | 수상자 없음 | 수상자 없음 |
| 1997년 15회 | 대상   | 박용수(연세대학교 금속공학과 교수) | 수상자 없음 |
| 1997년 15회 | 장려상 | 대성산업중앙연구소 시스템개발팀(팀장 박민식) | 오세조(연세대학교 경영학과 교수) ISBN |
| 1998년 16회 | 대상   | 신화건설(김성일 전무 외 6명): 인조피혁 원료 제조공정을 개발 | 수상자 없음 |
| 1998년 16회 | 장려상 | 안병준(세라텍 상무): 표면실장형 적층 칩 인덕터를 개발 이창현(한미약품 부사장): 면역억제제 사이크로스포린 제제기술을 개발                                                                        | 진화론적 재벌론 ISBN 9788937602405 국제경제기구론 ISBN 2007439009305 |
| 1999년 17회 | 대상   | 안철수(안철수연구소) 김홍선(시큐어소프트) | 자유주의 사회경제사상 ISBN 9788935651696 |
| 1999년 17회 | 장려상 | 한국가스공사 연구개발원 박달영(朴達泳)원장 | 회사정리제도 ISBN 2003308007786 |
| 2000년 18회 | 대상   | 조중명(LG화학 소장): `신규 퀴놀론 항생제'를 개발 | 수상자 없음 |
| 2000년 18회 | 장려상 | 정원용(한국과학기술연구원 책임연구원) `다극 이방성 페라이트계 소결 영구자석'을 개발 | 중국투자론-이론과 실제 (고려대학교 경영학과 김익수 교수) ISBN 8910304235 금융·기업구조조정 미완의 개혁 ISBN 9788976330796                                                                   |
| 2001년 19회 | 대상   | 정보통신: 송동일(삼성전자 연구위원) 재료·소재: 남수우(KAIST 교수) 생명·화공: 이종욱(유한양행 중앙연구소장) 에너지·환경: 김형욱(현대자동차 실장)                                                 | 수상자 없음 |
| 2001년 19회 | 장려상 | 수상자 없음 | 서비스 마케팅(서울대학교 경영학과 이유재 교수) ISBN 9788958533641 |
| 2002년 20회 | 대상   | 기초과학: 수상자 없음 공학: 대우종합기계 중앙연구소 소재개발팀(조정환 부장) - 이종 소재 접합기술을 이용한 초내마모부품 등 핵심 부품과 소재를 개발                                               | 경제도서: 최호진(한국경제학회 명예회장) ISBN 8971276452 경영도서: 김기영(연세대학교 경영학과 석좌교수) - '한국 제조업의 경쟁력 재발굴' ISBN 8930036880                                      |
| 2002년 20회 | 장려상 | 수상자 없음 | 수상자 없음 |
| 2003년 21회 | 대상   | 삼성중공업 조선플랜트 연구소(소장 이세혁) | 프린시피아 매네지멘타(ISBN 9788942000081) |
| 2003년 21회 | 장려상 | 김명환(서울대학교 수리과학부 교수) | 광복 후 1950년대의 경제(성균관대학교 경제학부 이대근 교수) ISBN 9788930081139 |
| 2006년 24회 | 대상   | 아모레퍼시픽 기술연구원(원장 이옥섭ㆍ과학기술연구 부문) | 이영환(동국대 경제학과 교수) |
| 2006년 24회 | 장려상 | 오준호(KAIST 기계공학과 교수) | 여운승(한양대 경영대학 교수) |
| 2007년 25회 | 대상   | 포스코 파이넥스 연구개발추진반(반장: 이후근) | 신국부론(좌승희 경기개발연구원장) |
| 2007년 25회 | 우수상 | 신동혁(EL코리아) | 공급망관리(Supply Chain Management)(KAIST 테크노경영대학원 김보원 교수) |
| 2008년 26회 | 대상   | 삼성전자 네트워크사업부 | 한국의 기업경영 20년(정구현 삼성경제연구소 소장) ISBN 9788976333728 |
| 2008년 26회 | 장려상 | 김태송(한국과학기술연구원 연구원) | 사치의 나라 : 럭셔리 코리아(서울대학교 김난도 교수) ISBN 9788959890583 네트워크 경제학(정보통신대 이덕희 교수) ISBN 9788988165133                                                           |
| 2009년 27회 | 대상   | LG디스플레이 | 기업 간 추격의 경제학(서울대학교 이근 교수) ISBN 9788950916275 |
| 2009년 27회 | 장려상 | 잉크테크 | 세종처럼(박현모 세종국가경영연구소 실장) ISBN 9788966371358 |
| 2010년 28회 | 대상   | 현대제철 | 조동성(서울대 경영학과 교수) |
| 2010년 28회 | 장려상 | LS전선 | 정지훈(우리들병원 생명과학연구소장) |
| 2011년 29회 | 대상   | SK이노베이션 | 이찬근(인천대 무역학부 교수) |
| 2011년 29회 | 우수상 | 김동수(한국기계연구원 선임연구본부장) | 장영재(KAIST 산업 및 시스템공학과 교수) |
| 2012년 30회 | 대상   | 삼성전기 | 시장은 정의로운가 ISBN 9788934956303 |
| 2012년 30회 | 장려상 | 추혜용(한국전자통신연구원 세대 디스플레이연구단장) | 위안화 경제학 ISBN 9788959752430 |
| 2013년 31회 | 대상   | 삼성중공업(FLNG 상용화로 가스자원 안전 확보를 위한 계기를 마련) | 대한민국이 묻고 노벨 경제학자가 답하다 ISBN 9788997235858 |
| 2013년 31회 | 장려상 | 아디다스(감시카메라(CCTV)의 디지털 녹화 기술을 개발하고 상용화를 통해 새로운 시장을 개척) | 빅데이터, 경영을 바꾸다 ISBN 9788976334473 |
| 2014년 32회 | 대상   | SK텔레콤 | 삼성 웨이 ISBN 9788950949723 |
| 2014년 32회 | 우수상 | 카나브(보령제약 고혈압 치료 신약) | 의사결정의 심리학 ISBN 9788950940492 |
| 2015년 33회 | 대상   | SK하이닉스(세계 최초로 실리콘 관통전극 기반 신개념 메모리를 개발한 공적) | 김용덕 고려대 경영대학 초빙교수 저서 '금융이슈로 읽는 글로벌경제: 1973년 브레턴우즈 체제 붕괴 이후 수십 년간 국제금융계 주요 현안이 됐던 과제를 정리해 국제금융에 대한 안목을 넓혔다는 평가 |
| 2015년 33회 | 우수상 | 서귀현 한미약품 연구센터 부소장(자가면역 질환치료 신약 개발로 최대 규모의 기술수출을 달성 | 정동일 연세대 경영대학 교수의 저서 '사람을 남겨라': 과거 20여 년 컨설팅 경험을 통해 조직이 나아갈 방향을 설정하는 등 리더십을 실천할 수 있는 행동지침을 제시했다는 점을 인정                |
| 2016년 34회 | 대상   | 효성(스판덱스 '크레오라'와 타이어에 들어가는 소재 '타이어 코드' 개발해 세계1위 상품으로 육성)                                                                                                   | 이정동 등 26명 공저 '축적의 시간' ISBN 9788993322811 |
| 2016년 34회 | 우수상 | 녹십자 하석훈(인플루엔자 예방백신 개발해 국산화 성공) | 이민주 I.H.S.버핏연구소 대표 '지금까지 없던 세상' ISBN 9788965702719 |
| 2017년 35회 | 대상   | LG화학(세계 최초로 전기자동차용 리튬 폴리머 전지 상용화) | 조영태 '정해진 미래': 한국의 인구변동과 미래 예측 ISBN 9791187289067 |
| 2017년 35회 | 우수상 | 씨젠(분자 진단 대중화에 기여) | 한정화 '대한민국을 살리는 중소기업의 힘': 국내 중소기업 육성책 제시 ISBN 9791157060863 |

## 같이 보기
- 과학기자상
- 이달의 과학기자상
- 올해의 과학기자상
- 관훈언론상
- 삼성언론상
- 이달의 기자상
- 이달의 방송기자상
- 정문술과학저널리즘상
- 한국기자상
- 한국방송기자대상